# Le Rayon vert
Pour les articles homonymes, voir Rayon vert (homonymie).
Le Rayon vert est un roman sentimental de Jules Verne, publié en 1882. Le récit est inspiré du phénomène optique éponyme : le « rayon vert ».

## Historique
Le roman paraît d'abord en feuilleton dans Le Temps du 17 mai au 23 juin 1882, avant d'être repris en volume le 24 juillet de la même année chez Hetzel, où il est suivi de la nouvelle Dix heures en chasse.

## Résumé
Afin d'échapper à un mariage avec l'ennuyeux scientifique Aristobulus Ursiclos, Helena Campbell déclare à ses oncles Sib et Sam qu'elle ne se mariera qu'après avoir vu le Rayon vert qui, selon les légendes écossaises dont la jeune fille est friande, permettrait à ceux qui l'ont observé de voir clair en leur cœur ainsi qu'en celui des autres.
S'ensuit alors un voyage où les héros cherchent à voir ce rayon avec beaucoup de patience dans les parages de l'Écosse, pourtant peu favorables à son observation, à cause des brumes.
Après de nombreuses tentatives, vaines à cause de divers incidents provoqués par des nuages, des nuées d'oiseaux ou la voile d'un bateau qui, au loin, vient leur cacher le soleil, le phénomène se présente, mais les deux personnages principaux sont alors trop occupés à découvrir l'amour dans les yeux l'un de l'autre pour faire attention à l'horizon.

## Les personnages

### Liste des personnages
- Miss Helena Campbell.
- Élisabeth, aussi appelée Dame Bess.
- Maître Mac-Fyne.
- Samuel Melvill, aussi appelé Sam Melvill.
- Sébastian Melvill, aussi appelé Sib Melvill.
- Patrick Oldimer.
- Capitaine John Olduck.
- Partridge.
- Olivier Sinclair.
- Aristobulus Ursiclos.

### Présentation des personnages
Sam et Sib Melvill
« Pour esquisser en quelques traits ces prototypes de l’honneur, de la bonté, du dévouement, il suffit de rappeler que leur existence tout entière avait été consacrée à leur nièce. Ils étaient frères de sa mère qui, demeurée veuve après un an de mariage, fut bientôt emportée par une maladie foudroyante. Sam et Sib Melvill restèrent donc seuls, en ce monde, gardiens de la petite orpheline. Unis dans la même tendresse, ils ne vécurent, ne pensèrent, ne rêvèrent plus que pour elle. Pour elle ils étaient restés célibataires, d'ailleurs sans regret, étant de ces bons êtres, qui n'ont d'autre rôle à jouer ici-bas que celui de tuteur. (…) Sam et Sib Melvill, alliés par le mariage de leur sœur à une branche collatérale de l’ancienne famille des Campbell, ne s'étaient jamais quittés. La même éducation les avait faits semblables au moral. Ils avaient reçu ensemble la même instruction dans le même collège et dans la même classe. Comme ils émettaient généralement les mêmes idées sur toutes choses, en termes identiques, l'un pouvait toujours achever la phrase de l'autre, avec les mêmes expressions soulignées des mêmes gestes. En somme, ces deux êtres n'en faisaient qu'un, bien qu'il y eût quelque différence dans leur constitution physique. En effet, Sam était un peu plus grand que Sib, Sib, un peu plus gros que Sam : mais ils auraient pu échanger leurs cheveux gris, sans altérer le caractère de leur honnête figure, où se retrouvait empreinte toute la noblesse des descendants du clan de Melvill. (…) »
— Présentation des deux frères au chapitre Ier
Helena Campbell
« Britannique. 18 ans. Sans profession.

Charmante demoiselle, de taille moyenne, mais élégante, dont toute la personne est empreinte de charme et de distinction. Joli visage : yeux bleus, cheveux blonds, physionomie parfois légèrement ironique. Cette Écossaise, dont la « fibre patriotique vibrait comme la corde d’une harpe », est dotée d’un tempérament poétique et rêveur à l’extrême. Son caractère présente une dualité marquée : elle peut se montrer tantôt sérieuse et réfléchie, tantôt superstitieuse et fantasque. Bonne et charitable « elle s’appliquait à justifier le vieux proverbe gaélique : “Puisse la main qui s’ouvre être toujours pleine !” »
Orpheline très jeune, Helena a été élevée par ses oncles Samuel et Sebastian Melvill. Elle les adore, mais les oblige à se plier à ses « quatre volontés » à tout propos. Après la lecture d’un article sur le Rayon vert, elle les entraîne en divers points du littoral écossais afin de tenter d’observer ce phénomène. Ledit phénomène semblant d’ailleurs se dérober constamment aux yeux de la capricieuse enfant.
Fiancée — théoriquement — à Aristobulus Ursiclos, miss Campbell fuit ce jeune pédant qui l’irrite prodigieusement. Par contre, la rencontre avec Olivier Sinclair est pour elle une révélation. D’autant que cette rencontre se produit dans des conditions dramatiques, alors que le jeune homme, qui s’est aventuré trop près du gouffre de Corryvrekan, se voit sur le point d’y être englouti. Helena, seule à remarquer la barque en perdition, s’émeut et supplie le capitaine du navire qui la transporte de se détourner de sa route pour recueillir l’imprudent.
Désormais, tout la rapproche de cet artiste qui sait si bien partager ses sentiments et, lorsqu’il viendra à son tour la secourir dans la grotte de Fingal, Helena comprendra qu’elle a trouvé l’âme sœur. Quelques jours plus tard, absorbée dans la contemplation de l’être aimé, la jeune fille ne verra pas le Rayon vert, enfin apparu, mais ne le regrettera nullement puisqu’elle deviendra l’épouse d’Olivier. »
Olivier Sinclair
« Olivier Sinclair était un « joli homme », pour employer l'expression jadis usitée en Écosse à l'égard des garçons braves, prompts et alertes : mais, si cette expression lui convenait au moral, il faut avouer qu'elle ne lui convenait pas moins au physique. Dernier rejeton d'une honorable famille d'Édimbourg, ce jeune Athénien de l'Athènes du Nord était le fils d'un ancien conseiller de cette capitale du MidLothian. Sans père ni mère, élevé par son oncle, l'un des quatre baillis de l’administration municipale, il avait fait de bonnes études à l'université ; puis, à l'âge de 20 ans, un peu de fortune lui assurant au moins l'indépendance, curieux de voir le monde, il visita les principaux États de l'Europe, l'Inde, l'Amérique, et la célèbre Revue d'Edimbourg ne refusa pas, en quelques occasions, de publier ses notes de voyages. Peintre distingué, qui aurait pu vendre ses œuvres à haut prix s'il l'eût voulu, poète à ses heures — et qui ne le serait à un âge où toute l'existence vous sourit ? —, cœur chaud, nature artiste, il était pour plaire et plaisait sans pose ni fatuité. (…) »
— Deux premiers paragraphes du chapitre XI
Aristobulus Ursiclos 

Jules Verne fait de ce savant un personnage ridicule. Non content de l'affubler d'un patronyme bizarre, il lui donne un physique quelconque, peu avantageux, le cheveu clairsemé malgré ses 28 ans, myope avec des lunettes à monture en aluminium, le visage encadré d'une barbe qui lui donne un faciès simiesque (« S'il avait été un singe, c'eût été un beau singe [...] »), capable de ravir Darwin. Bardé de diplômes en physique, en chimie, en mathématiques et en astronomie auprès des universités d'Oxford et d'Edimbourg, il étale son savoir en toute occasion : « Il n'écoutait pas, il ne voyait rien, il ne se taisait jamais. » Pour les frères Sam et Sib, vieux garçons ignorant tout des goûts féminins, ce riche célibataire, érudit et écossais, représente le fiancé idéal à présenter à leur nièce Helena.

## Analyse

### Base scientifique
L'existence de ce phénomène de rayon vert (lueur de couleur émeraude lorsque le soleil disparaît juste sur la mer) est attestée par plusieurs témoignages, mais ne se produit que dans des conditions de température et d'hygrométrie déterminées, ce qui en rend fort rare l'observation en pratique.
On ignore où Jules Verne a puisé son inspiration, car il y avait très peu de documentation sur le phénomène en 1882. La parution du roman a révélé l'existence du rayon vert au grand public et contribué à accélérer les recherches scientifiques sur le sujet.
La description qu'en fait Jules Verne dans ce roman est cependant inexacte. Il avance deux explications possibles par le biais de son personnage Ursiclos. La première, que le soleil prendrait la couleur de l'eau qu'il traverse en passant sur l'horizon. La seconde, que le phénomène serait en fait une illusion due à une persistance rétinienne : le soleil étant rouge et le vert étant sa couleur complémentaire, nous verrions du vert où il n'y en a pas. Le phénomène est aujourd'hui mieux connu qu'à l'époque du roman, et l'on sait désormais que ces explications sont fausses. En réalité, le rayon vert est dû à la réfraction de la lumière dans l'atmosphère.

### Rapports avec les autres romans de l'auteur
Le rayon vert est mentionné dans au moins deux autres romans de Jules Verne : Les Indes noires et Le Phare du bout du monde.
Entorse aux habitudes de l'auteur français, l'héroïne ne prône pas la science, mais s'y oppose : elle déteste le scientifique Aristobulus Ursiclos et tout ce qu'il représente, et ne jure que par les légendes de son pays : « On les voit (les lutins) apparaître dans toutes les hautes terres d'Écosse, se glissant le long des glens abandonnés, s'élevant au fond des ravins, voltigeant à la surface des lacs, s'ébattant dans les eaux paisibles de nos Hébrides, se jouant au milieu des tempêtes que leur jette l'hiver boréal. », dit-elle au chapitre 15.
Cette opposition à la science est également présente dans le personnage d'Olivier Sinclair, artiste rêveur, qui contraste totalement avec Aristobulus Ursiclos.